# Śląskie Muzeum Sztuk Pięknych we Wrocławiu
Śląskie Muzeum Sztuk Pięknych we Wrocławiu (niem.: Schlesisches Museum für bildende Künste in Breslau) – muzeum sztuki, które znajdowało się na placu Muzealnym we Wrocławiu. Muzeum funkcjonowało w latach 1880-1945. Uszkodzony w efekcie bombardowania Festung Breslau gmach przez kolejne lata stopniowo niszczał, po czym został rozebrany w 1964.

## Historia
Zaczątkiem muzeum były zbiory malarstwa wrocławskiego Królewskiego Muzeum Sztuki i Starożytności (niem.: Königlichen Museums für Kunst und Altertümer), które od 1815 znajdowało się w byłym klasztorze augustianów na Wyspie Piasek (później jeden z gmachów Biblioteki Uniwersyteckiej).
W połowie XIX wieku powstały plany budowy nowej siedziby muzeum, według projektu berlińskiego architekta Ottona Ratheya. W 1869 powołano komitet budowy muzeum. Dekoracje sgraffitowe wykonał Otto Lessing, a malarskie Hermann Prell. W 1880 odbyło się uroczyste otwarcie nowego muzeum w obecności cesarza Wilhelma I. Budynek miał przypominać grecką świątynię antyczną; przed wejściem głównym znajdował się portyk z dziesięcioma kolumnami jońskimi. Wewnątrz mieściło się 14 sal wystawowych. 26 października 1901 przed wejściem głównym odsłonięto konny pomnik cesarza Fryderyka III. Zbiory obejmowały początkowo głównie dzieła sztuki sakralnej i malarstwa niemieckiego (między innymi Andreasa Achenbacha, Lucasa Cranacha Starszego i A. von Menzela) oraz malarstwa zachodnioeuropejskiego (np. Sandro Botticelli) a także kopie rzeźb antycznych. Od 1911 również dzieła Picassa i Van Gogha.
Tuż przed końcem II wojny światowej eksponaty ukryto w obawie przed zniszczeniami w 80 różnych miejscach na Śląsku. Zbiory biblioteczne znalazły się w Instytucie Herdera w Marburgu. Podczas oblężenia Festung Breslau budynek muzeum został zbombardowany i spłonął. Siedzibę muzeum po wojnie przeniesiono do dawnego gmachu Rejencji Śląskiej. Ruiny rozebrano całkowicie w 1964. W 1969 na jego miejscu zbudowano Zespół Szkolno-Przedszkolny nr 13 Ulice, przy którym stało muzeum, noszą nazwy „ul. Muzealnej” i „placu Muzealnego”. 
Większość zbiorów muzeum uległa zniszczeniu na skutek działań wojennych i grabieży; niewielka część zachowała się w Muzeum Narodowym we Wrocławiu. Najcenniejsze eksponaty z kolekcji wrocławskiej przeniesiono w 1946 r. do Muzeum Narodowego w Warszawie między innymi: obraz Sandro Botticelli Madonna z Dzieciątkiem, Janem Chrzcicielem i aniołem, obraz Lucasa Cranacha Starszego Adam i Ewa, Święty Łukasz malujący wizerunek Marii, Pietà z Lubiąża, Poliptyk Zwiastowania z Jednorożcem, Portret Lorenzo Giustinianiego Gentile Belliniego czy Piękna Madonna z Wrocławia.